# Cavo Montebello
Il Montebello è un canale artificiale costruito a supporto dell'irrigazione, che scorre in provincia di Novara. 

## Storia
Il canale venne costruito nel 1868 dalla Compagnia Generale dei Canali d'Irrigazione Italiani e venne attivato nella primavera del 1869.
Il suo nome deriva da una battaglia della seconda guerra d'Indipendenza vinta a Montebello della Battaglia.

## Percorso
Il Montebello è il primo canale che si dirama dal canale Cavour subito dopo il sottopasso di quest'ultimo sotto la Sesia e con la portata di 6.5 m³/s risulta il principale canale irriguo del comprensorio che prende il nome dal cavo: la  zona Montebello.
Il canale ha origine nel comune di Recetto e dopo un percorso di 4,4 km si immette nella Sesiella.

## Curiosità
Dal 1980 è possibile integrare, grazie al completamento del Diramatore Alto Novarese (DAN), le acque del cavo con quelle del Lago Maggiore.
Recentemente la portata del cavo è stata aumentata sino a 10 m³/s per un maggiore approvvigionamento idrico per la zona.